# Fiat 850

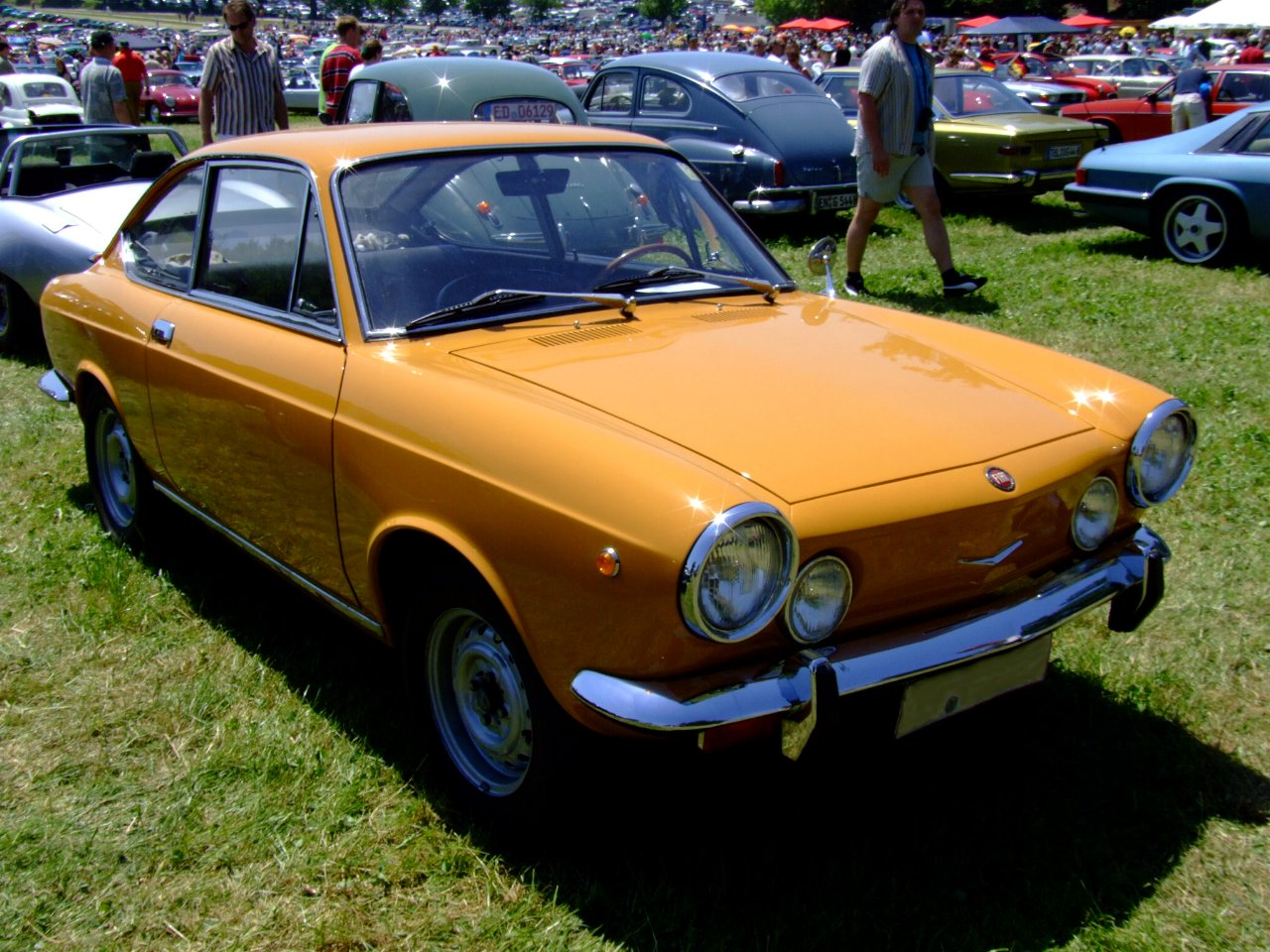
Fiat 850 Coupé segona sèrie.

El 850 és un model d'automòbil del que Fiat va produir més de 2.800.000 exemplars entre 1964 i 1972.

## Gènesi del projecte i característiques
A començament dels anys 60 Fiat va iniciar els estudis per a la creació d'un nou model per a situar-se entre el 600 i el 1100.
El projecte va rebre el codi intern 122, que corresponia a un model completament nou (tot i que amb motor i tracció posterior), però va ser abandonat per tal de contenir les despeses i es va convertir en una evolució del 600.
Una de les propostes d'estil del projecte 122 va ser utilitzada per Simca, en aquella època sòcia de Fiat, per a crear el Simca 1000.
La primera versió a aparèixer va ser la berlina. Derivat del 600, del qual conserva l'estil general en part, i la mecànica (actualitzada en molts aspectes, com les suspensions posteriors i el motor), el nou utilitari es proposava com un model més refinat que el seu progenitor. El treball de Dante Giacosa (cap de disseny de Fiat a l'època) va ser destacable: el frontal més alt i quadrat, els fars anteriors més grans (els mateixos del posterior Fiat 124), la part externa de la carrosseria redissenyada, el parabrises ampliat, les portes i les finestres posteriors modificades, s'afegeix una nova part posterior per ampliar l'espai interior i per raons aerodinàmiques, i amb pilots rodons, l'habitacle, permetia major comoditat que el 600 i fins i tot disposar d'una refrigeració més eficient del motor. Tots aquests canvis van fer que a ulls del públic el "850" suposés un gran pas endavant respecte del 600.
Mecànicament el "850" es diferenciava del seu progenitor per un propulsor (4 cilindres refrigerat per aigua) amb la cilindrada augmentada de 767 a 843cc, muntat més enrere que en el 600, amb la qual cosa s'incrementava l'espai interior. Al moment del llançament existien dues versions. La "Normal" de 34 CV i la "Super" de 37 CV.

## Versions derivades
Poc després de la berlina va aparèixer la versió familiar 850 T (evolució del 600 T), de la que es va derivar una petita furgoneta.
En 1965 es van presentar les versions esportives, el Coupe dissenyat pel centre d'estil Fiat i el Spider dissenyat per Bertone. Totes dues compartien el bastidor de la berlina, però comptaven amb una mecànica potenciada (47 CV per al Coupé i 49 CV per al Spider) i frens davanters de disc, mentre que la berlina mantenia tambors a les quatre rodes.
Aquestes versions van aconseguir un gran èxit, ja que estèticament semblaven un Ferrari a escala reduïda. També en 1965 es va presentar la berlina Super Idramatic, dotada d'un embragatge hidràulic automàtic (el canvi continuava sent el manual de 4 marxes): tot i resultar molt còmoda en ciutat, no va tenir massa èxit. Cal destacar també la versió presentada pel carrosser Siata, la "850 Spring", un descapotable inspirat en els models dels anys 30 amb la mecànica de la versió Super.

## Segona sèrie
En 1968 es van fer retocs a tota la gamma. Entre les berlines, la "Super" va ser substituïda per la "Special", millor acabada (amb un nou quadre d'instruments, volant, i seients, perfils cromats als laterals, parabrisa i lluna posterior, l'emblema davanter redissenyat, i equipada amb el motor de 47 CV, els frens de disc del davant, i les rodes de 13 polzades del Coupe. El 850 Standard va romandre sense grans variacions.

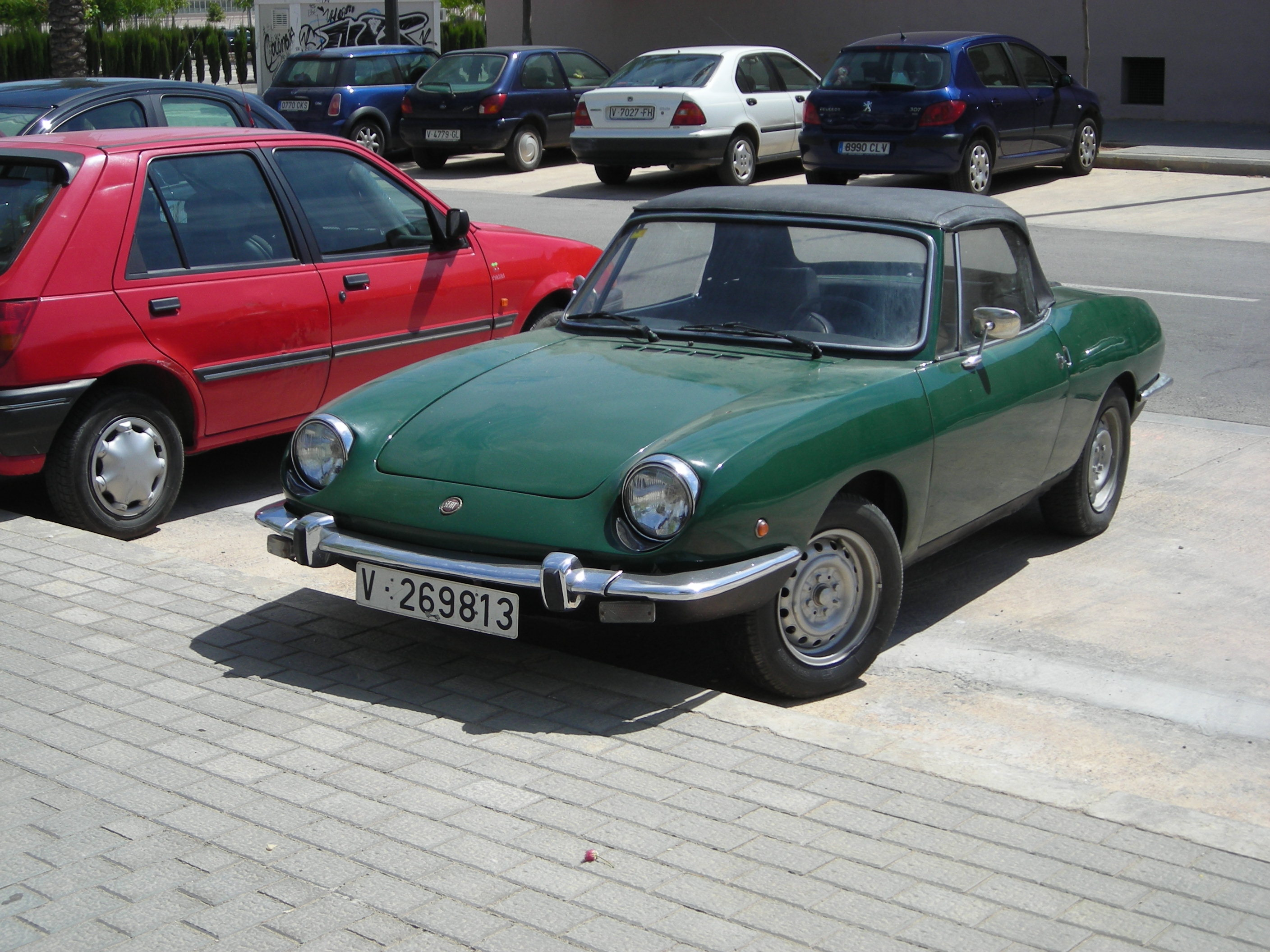
Seat 850 spider

Les versions esportives també es van actualitzar, sobretot la Coupe, que va ser reestilitzada (nova cua més allargada amb quatre pilots rodons en compte dels dos anteriors comuns amb la berlina, nou frontal amb fars auxiliars i intermitents diferents, retocs a l'habitacle, i noves llandes amb mitja polzada més d'amplada). Amb aquesta segona sèrie les versions esportives van passar a anomenar-se 850 Sport Coupe i 850 Sport Spider. Totes dues van veure la cilindrada incrementada fins a 903cc, que després faria servir el 127 entre d'altres. La potència augmentava en les dues variants fins als 52CV (DIN) .
La producció de la berlina i el familiar es va aturar en 1971 quan es va introduir el 127, mentre que les dues versions Sport es van mantenir al catàleg fins a 1972 (en 1971 els fars auxiliars del coupé van incrementar el diàmetre).
En total la producció italiana del 850 va constar de:
2.203.380 berlines
342.873 Coupé
124.660 Spider

## Versió Familiar i Furgoneta

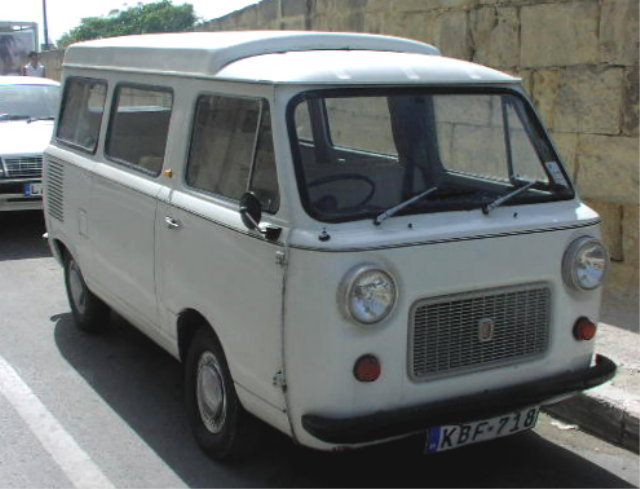
Fiat 850 T

Eren una evolució de la 600T. El bastidor d'aquests models era el del 600 Multipla però amb la suspensió posterior del 850.

## Producció estrangera
Sota llicència la SEAT va produir el Seat 850 en versió idèntica al dues portes de Fiat, així com les versions Coupe, Sport Coupe i Sport Spider. A més, Seat va introduir una versió pròpia amb quatre portes i el bastidor allargat. Quan en 1972 Fiat va deixar de produir el 850 va continuar comercialitzant els que fabricava Seat fins a 1974. En total, Seat va produir més de 655.735 unitats del 850. La versió dues portes va ser també produïda a Bulgària, mentre que Zastava va fer servir el seu motor per a equipar el Zastava 850, que malgrat aquesta denominació, compartia la carrosseria del Fiat 600. A Alemanya el 850 va ser el darrer model Fiat produït per Neckar, comercialitzat com a Neckar Adria.
El motor del 850 va ser incorporat al Seat 133, model basat en aquest, però amb una carrosseria actualitzada i que Fiat va comercialitzar en alguns països amb la seua pròpia marca. Com a Fiat 133 es va produir també a Argentina. El motor del 850 també va trobar el seu lloc sota el capot del Seat Panda 35, comercialitzat a alguns països europeus com a Fiat Panda 34.